# Molly Ringwald
Molly Kathleen Ringwald (Roseville, Kalifornia, 1968. február 18. –) amerikai színésznő, énekesnő és író.
A Tizenhat szál gyertya, a Nulladik óra és az Álmodj rózsaszínt című John Hughes-filmekben játszott szerepeiért minden idők egyik legnagyobb tinisztárjának tartották.
2008–2013 között az ABC Family-n futó Az amerikai tini titkos élete című sorozatban Anne Juergenst alakította.

## Ifjúkora
Molly Kathleen Ringwald a kaliforniai Sacramento közelében fekvő Roseville-ben született, Adele Edith Frembd és Robert Scott „Bob” Ringwald gyerekeként. Anyja szakácsnő, apja pedig vak dzsesszzongorista volt. Ringwaldnak két testvére van: Elizabeth és Kelly.
Színészi karrierjét ötéves korában kezdte, az Alice Csodaországban színpadi változatában a mormota szerepét alakította. Egy évvel később apjával és zenekarával, a Fulton Street Jazz Band-el elkészítették az „I Wanna Be Loved by You” című dixieland albumot.

## Színészi pályafutása
1978-ban, tízévesen az Annie musical Los Angeles-i előadásában Kate-et alakította.
1979-ben Ringwald szerepet kapott Diff'rent Strokes  tévésorozatban, és a sorozat spin-off-jában, a The Facts of Life-ban is, melyben "Molly Parker"-t, egy csintalan, humoros diáklányt játszott. Annak ellenére, hogy ez csak egy mellékszerep volt, egy teljes rész (melynek címe: Molly ünnepe) foglalkozik a lánnyal és sorozatbeli szüleinek válásával.
1980-ban két Disney-lemez énekese volt. A hazafias dalokat tartalmazó Yankee Doodle Mickey albumon a This Is My Country (Ez a hazám), a The Star-Spangled Banner és a God Bless America dalokat énekelte. Később a Disney Christmas című karácsonyi albumon is énekelt. Filmes karrierje kezdetén Golden Globe-díjra jelölték az 1982-es Viharban (Tempest) alakított szerepéért. Az igazi áttörést azonban a Tizenhat szál gyertya hozta meg 1984-ben. Ringwald is tagja volt az úgynevezett „Brat Pack”-nek, mely az 1980-as évek híresebb tini-színészeinek gyűjtőneve volt. Ringwald a 80-as években többek között a Tizenhat szál gyertya, a Nulladik óra, az Álmodj rózsaszínt, a A nővadász és a Vad szenvedélyek című filmekben is szerepelt. John Hughes forgatókönyvíró és rendező múzsájának is tartották.
Az 1990-es évek elején több női főszerepet is visszautasított, így a Micsoda nő! és Ghost főhősnőjét is más alakította Ringwald helyett. A 90-es évek közepén egy Los Angeles-i középiskolában megtanult franciául, majd Párizsba költözött és francia filmekben szerepelt, de többször visszatért hazájába, hogy amerikai produkciókban is közreműködjön.
1994-ben Stephen King Végítéletének televíziós adaptációjában megkapta Frannie Goldsmith szerepét és Gary Sinise oldalán játszhatott. 1996-ban a Vadul vagy sehogy című filmben Melissa Nelson, egy főiskolai baseball-játékossal viszonyt folytató zavarodott nő szerepét játssza. Ugyanabban az évben visszatért a tévé képernyőjére is, amikor az ABC Townies című szituációs komédiájában Lauren Graham és Jenna Elfman mellett jelent meg. Egy epizód erejéig a kritikusok által is elismert Remember WENN című sorozatban egy vak nőt alakított. 1998-ban Lara Flynn Boyle és Teri Hatcher mellett játszott a Mióta elmentél... című romantikus vígjátékban. 2000-ben a Végtelen határok 6. évadának 1. részében volt látható.
2000-ben az In the Weeds-ben állt a kamerák elé, majd 2001-ben cameoszerepet kapott a Már megint egy dilis amcsi film-ben. 2004 második felében Jason Biggs és Craig Bierko oldalán a Modern Orthodox című Broadway-musicalben. 2006-ban az Elfeledett feleségek című tévéfilmben szerepelt.
2001-ben, illetve 2003-ban fellépett a Tick, tick... BOOM! és az Enchanted April című musicalekben, majd 2006 második felében a Sweet Charity előadásában is.
2008 júliusában bemutatkozott az ABC Family Az amerikai tini titkos élete című sorozatában is, melyben a főszereplő kamasz édesanyját alakítja.

## Zenei pályafutása
- 2013: Except Sometimes

2013. április 9-én az Universal Music kiadásában megjelent Molly Ringwald első szólóalbuma, az Except Sometimes.
A dzsesszt tartalmazó lemezen Ringwald édesapja nyomdokaiba lép: „Egy zenével teli otthonban nőttem fel, és igen korán értékelni kezdtem a dzsesszt, mivel édesapám Bob Ringwald dzsesszzongorista volt. Hároméves korom környékén már énekelni kezdtem vele és zenekarával, és a dzsessz továbbra is szenvedélyem maradt a színjátszás és az írás mellett. A dzsessz számomra egy alap, melyhez mindig visszatérhetek.”
A lemezen hallható a Simple Minds „Don't You (Forget About Me)” című dalának feldolgozása, mely a Ringwaldot híressé tevő Nulladik óra főcímdala volt.

## Bibliográfia
Ringwald két könyvet írt:
- A Getting the Pretty Back: Friendship, Family, and Finding the Perfect Lipstick egy memoár, melyben divat, táplálkozás, kapcsolatok és anyaság témakörben olvashatóak írásai.[26][27]
- A When It Happens to You: A Novel in Stories egy regény, mely főszereplőinek, Phillipnek és Gretának bukdácsoló házasságáról szól.[28][29]

## Magánélete
1999 és 2002 között Valery Lameignère francia író felesége volt. 
2007-ben feleségül ment a görög-amerikai származású író-könyvkiadó Panio Gianopoulos-hoz, akitől három gyereke született: Mathilda Ereni (2003), Adele Georgiana (2009) és Roman Stylianos (2009). Az ikreivel való várandósságát Az amerikai tini titkos élete című sorozat történetébe is belefoglalták.

## Filmográfia

### Film
| Év   | Magyar cím                      | Eredeti cím                                   | Szerep                   | Magyar hang        |
| ---- | ------------------------------- | --------------------------------------------- | ------------------------ | ------------------ |
| 1982 | Vihar                           | Tempest                                       | Miranda Dimitrius        | Zsigmond Tamara    |
| 1983 | Űrvadász                        | Spacehunter: Adventures in the Forbidden Zone | Niki                     | Hámori Eszter      |
| 1983 | Űrvadász                        | Spacehunter: Adventures in the Forbidden Zone | Niki                     | Mezei Kitty        |
| 1984 | Tizenhat szál gyertya           | Sixteen Candles                               | Samantha Baker           | Adorján Éva        |
| 1985 | Nulladik óra                    | The Breakfast Club                            | Claire Standish          | Balázs Ági         |
| 1985 | Nulladik óra                    | The Breakfast Club                            | Claire Standish          | Csifó Dorina       |
| 1986 | Álmodj rózsaszínt               | Pretty in Pink                                | Andie Walsh              | Hámori Eszter      |
| 1987 |                                 | P.K. and the Kid                              | P.K. Bayette             |                    |
| 1987 | Lear király                     | King Lear                                     | Cordelia                 |                    |
| 1987 | A nővadász                      | The Pick-up Artist                            | Randy Jensen             | Kiss Erika         |
| 1987 | A nővadász                      | The Pick-up Artist                            | Randy Jensen             | Csondor Kata       |
| 1988 | Gyermekáldás?                   | For Keeps                                     | Darcy Elliot Bobrucz     |                    |
| 1988 | Vad szenvedélyek                | Fresh Horses                                  | Jewel                    | Kökényessy Ági     |
| 1990 | A pénz beszél                   | Strike It Rich                                | Cary                     | Nyírő Bea          |
| 1990 | Savanyú a szülő                 | Betsy's Wedding                               | Betsy Hopper             | Kisfalvi Krisztina |
| 1993 |                                 | Face the Music                                | Lisa Hunter              |                    |
| 1994 |                                 | Tous les jours dimanche                       | Janet Gifford            |                    |
| 1995 |                                 | Baja                                          | Bebe Stone               |                    |
| 1995 | Vadul vagy sehogy               | Malicious                                     | Melissa Nelson           | Ősi Ildikó         |
| 1996 |                                 | Enfants de salaud                             | Susan                    |                    |
| 1997 | Kiiktatva                       | Office Killer                                 | Kim Poole                | Ónodi Eszter       |
| 1999 |                                 | Requiem for Murder                            | Anne Winslow             |                    |
| 1999 | Bosszúból jeles                 | Teaching Mrs. Tingle                          | Miss Banks               | Juhász Judit       |
| 1999 |                                 | Kimberly                                      | Nancy                    |                    |
| 2000 | Megvágva                        | Cut                                           | Vanessa Turnbill / Chloe | Orosz Anna         |
| 2000 | Emily hagyatéka                 | The Giving Tree                               | Penelope                 |                    |
| 2000 |                                 | In the Weeds                                  | Chloe                    |                    |
| 2001 | A bika tüze                     | Cowboy Up                                     | Connie                   | Gáspár Kata        |
| 2001 | Már megint egy dilis amcsi film | Not Another Teen Movie                        | reptéri recepciós        | Csere Ágnes        |
| 2015 | Jem and the Holograms           | Jem and the Holograms                         | Bailey néni              | Ősi Ildikó         |
| 2015 |                                 | Bad Night                                     | A gyűjtő                 |                    |
| 2016 |                                 | King Cobra                                    | Amy Kocis                |                    |
| 2017 |                                 | SPF-18                                        | Faye Cooper              |                    |
| 2018 |                                 | All These Small Moments                       | Carla Sheffield          |                    |
| 2018 | A csókfülke                     | The Kissing Booth                             | Mrs. Flynn               | Zakariás Éva       |
| 2018 | Gyémánthajsza                   | Siberia                                       | Gabby Hill               | Mohácsi Nóra       |
| 2020 | A csókfülke 2.                  | The Kissing Booth 2                           | Mrs. Flynn               | Zakariás Éva       |
| 2021 | A csókfülke 3.                  | The Kissing Booth 3                           | Mrs. Flynn               | Zakariás Éva       |
| 2023 |                                 | Bad Things                                    | Ms. Auerbach             |                    |

#### Egyéb filmek
| Év   | Cím                                                       | Szerep       | Megjegyzések   |
| ---- | --------------------------------------------------------- | ------------ | -------------- |
| 1994 | Some Folks Call it a Sling Blade                          | Teresa Tatum | rövidfilm      |
| 2000 | The Translator                                            | Julie Newman | rövidfilm      |
| 2008 | Guest of Cindy Sherman                                    | önmaga       | dokumentumfilm |
| 2010 | Wax On, F*ck Off                                          | önmaga       | rövidfilm      |
| 2014 | Electric Boogaloo: The Wild, Untold Story of Cannon Films | önmaga       | dokumentumfilm |
| 2023 | Judy Blume Forever                                        | önmaga       | dokumentumfilm |

### Televízió
| Év        | Magyar cím                                           | Eredeti cím                                             | Szerep                  | Megjegyzések                                                                             |
| --------- | ---------------------------------------------------- | ------------------------------------------------------- | ----------------------- | ---------------------------------------------------------------------------------------- |
| 1979–1980 |                                                      | Diff'rent Strokes                                       | Molly Parker            | 2 epizód                                                                                 |
| 1979–1980 |                                                      | The Facts of Life                                       | Molly Parker            | főszereplő (1-2. évad) 14 epizód                                                         |
| 1983      |                                                      | Packin' It In                                           | Melissa Webber          | tévéfilm                                                                                 |
| 1985      |                                                      | Surviving: A Family in Crisis                           | Lonnie                  | tévéfilm                                                                                 |
| 1986      |                                                      | Shelley Duvall's Tall Tales & Legends: Johnny Appleseed | Jenny Smith             | 1 epizód                                                                                 |
| 1990      |                                                      | Women & Men: Stories of Seduction                       | Kit                     | tévéfilm                                                                                 |
| 1992      |                                                      | Something to Live for: The Alison Gertz Story           | Alison Gertz            | tévéfilm                                                                                 |
| 1994      | Stephen King: Végítélet                              | The Stand                                               | Frannie Goldsmith       | - minisorozat - főszereplő (4 epizód) - magyar hangja: - Kisfalvi Krisztina - Fehér Anna |
| 1996      |                                                      | Townies                                                 | Carrie Donovan          | főszereplő (15 epizód)                                                                   |
| 1996      |                                                      | Remember WENN                                           | Angela Colton           | 1 epizód                                                                                 |
| 1998      | Mióta elmentél...                                    | Since You've Been Gone                                  | Claire a rajongó        | tévéfilm                                                                                 |
| 1998      | Kétszer volt, hol nem lett                           | Twice Upon a Time                                       | Beth Sager              | tévéfilm                                                                                 |
| 2000      | Végtelen határok                                     | The Outer Limits                                        | Allison Channing        | 1 epizód                                                                                 |
| 2006      | Elfeledett feleségek                                 | The Wives He Forgot                                     | Charlotte Saint John    | tévéfilm                                                                                 |
| 2006      | Molly és Emily                                       | Molly: An American Girl on the Home Front               | Helen McIntire          | tévéfilm                                                                                 |
| 2006      | A médium                                             | Medium                                                  | Kathleen Walsh          | 1 epizód                                                                                 |
| 2008–2013 | Az amerikai tini titkos élete                        | The Secret Life of the American Teenager                | Anne Juergens           | főszereplő                                                                               |
| 2011      | Psych – Dilis detektívek                             | Psych                                                   | McElroy nővér           | 1 epizód                                                                                 |
| 2011      |                                                      | RuPaul's Drag U                                         | önmaga                  | 1 epizód                                                                                 |
| 2014      |                                                      | Rainbow Brite                                           | Sötét hercegnő (hangja) | 3 epizód                                                                                 |
| 2014      |                                                      | Wishin’ and Hopin’                                      | Madame Frechette        | tévéfilm                                                                                 |
| 2016      |                                                      | Odd Mom Out                                             | Joy Greene              | 2 epizód                                                                                 |
| 2016      | Dr. Plüssi                                           | Doc McStuffins                                          | Darla (hangja)          | 4 epizód                                                                                 |
| 2016–2018 |                                                      | Raising Expectations                                    | Paige Wayney            | főszereplő                                                                               |
| 2017–2023 | Riverdale                                            | Riverdale                                               | Mary Andrews            | visszatérő szerep (36 epizód)                                                            |
| 2018      |                                                      | Drop the Mic                                            | önmaga                  | 1 epizód                                                                                 |
| 2019      | San Franciscó-i történetek                           | Tales of the City                                       | Mrs. Duncan             | 2 epizód                                                                                 |
| 2021      |                                                      | Creepshow                                               | Mrs. Porter             | 1 epizód                                                                                 |
| 2022      | A mackó                                              | The Bear                                                | moderátor               | 1 epizód                                                                                 |
| 2022      | Jeffrey Dahmer – Szörnyeteg: A Jeffrey Dahmer-sztori | Dahmer – Monster: The Jeffrey Dahmer Story              | Shari Dahmer            | - főszereplő - magyar hangja: - Ligeti Kovács Judit                                      |
| 2023      | Szingli és piás                                      | Single Drunk Female                                     | Alice                   | 1 epizód                                                                                 |
| 2023      |                                                      | HouseBroken                                             | Milly (hangja)          | 1 epizód                                                                                 |
| 2024      | Viszály                                              | Feud: Capote vs. The Swans                              | Joanne Carson           | 5 epizód                                                                                 |

## Fordítás
- Ez a szócikk részben vagy egészben  a   Molly Ringwald című angol Wikipédia-szócikk ezen változatának fordításán alapul.  Az eredeti cikk szerkesztőit annak laptörténete sorolja fel. Ez a jelzés csupán a megfogalmazás eredetét és a szerzői jogokat jelzi, nem szolgál a cikkben szereplő információk forrásmegjelöléseként.